# فرودگاه سیوداد کونستیتوسیون
فرودگاه سیوداد کونستیتوسیون (به انگلیسی: Ciudad Constitución Airport) (به زبان بومی: Aeropuerto de Ciudad Constitución) یک فرودگاه همگانی با کد یاتا CUA است که یک باند فرود آسفالت دارد به طول ۱۶۰۰ متر دارد. این فرودگاه در کشور مکزیک قرار دارد و در ارتفاع ۶۵ متری از سطح دریا واقع شده‌است.